# Plataforma Andaluza de Apoyo al Lobby Europeo de Mujeres
La Plataforma Andaluza de Apoyo al Lobby Europeo de Mujeres (PALEM) es una organización feminista española de defensa de los derechos de las mujeres que nació a raíz de la IV Conferencia Mundial sobre la Mujer, celebrada en Pekín (China) en 1995. Desde 1997, la PALEM organiza los "Feminarios", que son seminarios anuales de formación en feminismo. Es miembro del Lobby Europeo de Mujeres (LEM).  

## Historia
En 1993, Carmen Olmedo Checa, directora del Instituto Andaluz de la Mujer en ese momento, impulsó junto a otras feministas la creación de una plataforma de asociaciones de mujeres de Andalucía para su participación en la convocatoria de la Conferencia Mundial sobre la Mujer organizada en Pekín para el año 1995. De esta forma, la comitiva que viajó a China para representar a Andalucía estaba formada por Ana Belmonte y Elisa Sánchez (Almería), Rafaela Pastor Martínez (Córdoba), Paqui Fuillerat (Granada), María José Arias (Jaén) y Gabriela Sánchez Aranda (Sevilla).
En otoño de 1995, Rafaela Pastor Martínez, presidenta y fundadora de la Asociación de Mujeres de Puente Genil (AMP), convocó una reunión en este pueblo de Córdoba con el objetivo de crear una federación. A la reunión, acudieron las representantes de asociaciones andaluzas de todas las provincias y, una vez conformada, decidieron que la PALEM fuera miembro de la Coordinadora Española para el Lobby Europeo de Mujeres.
En 1997, la PALEM empezó a organizar en Córdoba unas jornadas y seminarios "con la idea clara de que fueran una herramienta de pensamiento, debate y de discusión para el avance de las mujeres". Los "Feminarios", llamados así desde 2001 como sugerencia de Rosa Ortega, tesorera de la plataforma, haciendo un juego de palabras con 'seminario' y 'feminismo', cumplieron XXVIII ediciones en 2017. A lo largo de su historia, los feminarios han recogido temas prioritarios de la agenda feminista como son el derecho al aborto, la compra de los cuerpos de las mujeres a través de la prostitución o los vientres de alquiler, los fundamentalismos y los derechos de las mujeres, etc. “La reacción del neoliberalismo ante el avance en derechos y libertades de las mujeres. Violencia sistémica" (2015), “El feminismo ante los cambios sociales. De la teoría a la acción”  (2016), “Razones para no dar cumplimiento al mandato patriarcal" (2017).

## Objetivos
Los objetivos de esta organización desde su fundación son:
1. El derecho al aborto.
2. El permiso paterno e intransferible.
3. La Ley de Igualdad y Violencia contra las Mujeres, estatal y andaluza.
4. La coeducación.
5. La erradicación del lenguaje sexista.
6. La paridad.
7. La Ley de Matrimonios Lésbicos–Gays.
8. El laicismo.

## Reconocimientos
- La Federación andaluza de COLEGAS (Confederación LGTB Española) premió en 2003 a Rafaela Pastor,[12] presidenta de la PALEM, por "la promoción de valores como la convivencia", y en 2005 le concedió el premio FannyAnn Eddy.[13]
- En 2006, el Instituto Andaluz de la Mujer concedió el Premio Meridiana a la PALEM como iniciativa en defensa de la igualdad.[14]
- En 2010, la Diputación de Córdoba premió a la PALEM por su contribución a la Igualdad.[15]
- En 2011, el Instituto Andaluz de la Mujer concedió el Premio Meridiana a Rafaela Pastor, presidenta de la PALEM, como reconocimiento a "la labor desarrollada en defensa de la igualdad de derechos y oportunidades entre mujeres y hombres".[16]
- En 2013, se incluyó a Rafaela Pastor, presidenta de la PALEM, en el Especial de “500 Mujeres que hacen Córdoba”.[17]
- Declarada de utilidad pública el 16 de julio de 2020 por el Ministerio del Interior.[18]